# Résultats détaillés des championnats d'Europe d'athlétisme 1974
Cette page présente les résultats détaillés des Championnats d'Europe d'athlétisme 1974, qui se tinrent à Rome.
| Courses: 100 m - 200 m - 400 m - 800 m - 1 500 m - 5 000 m - 3 000 m - 10 000 m - Marathon Obstacles: 100 m haies - 110 m haies - 400 m haies - 3 000 m steeple Marche: 20 km - 50 km Sauts: Hauteur - Longueur - Triple saut - Perche Lancers: Javelot - Disque - Poids - Marteau Relais: 4 × 100 m - 4 × 400 m Epreuves combinées: Décathlon - Pentathlon Tableau des médailles |

## Résultats

### 100 m
| Rang | Pays                 | Athlète             | Temps   |
| ---- | -------------------- | ------------------- | ------- |
| 1    | Union soviétique     | Valeriy Borzov      | 10 s 27 |
| 2    | Italie               | Pietro Mennea       | 10 s 34 |
| 3    | Allemagne de l'Ouest | Klaus-Dieter Bieler | 10 s 35 |
| 4    | Union soviétique     | Juris Silovs        | 10 s 35 |
| 5    | France               | Dominique Chauvelot | 10 s 35 |
| 6    | Allemagne de l'Ouest | Manfred Ommer       | 10 s 36 |
| 7    | Suède                | Christer Garpenborg | 10 s 39 |
| 8    | Union soviétique     | Aleksandr Kornelyuk | 10 s 43 |

| Rang | Pays                 | Athlète              | Temps   |
| ---- | -------------------- | -------------------- | ------- |
| 1    | Pologne              | Irena Szewinska      | 11 s 13 |
| 2    | Allemagne de l'Est   | Renate Stecher       | 11 s 23 |
| 3    | Royaume-Uni          | Andrea Lynch         | 11 s 28 |
| 4    | Union soviétique     | Ludmila Maslakova    | 11 s 36 |
| 5    | Allemagne de l'Ouest | Annegret Richter     | 11 s 36 |
| 6    | Finlande             | Mona-Lisa Pursiainen | 11 s 42 |
| 7    | Allemagne de l'Est   | Bärbel Eckert        | 11 s 46 |
| 8    | Allemagne de l'Est   | Christina Heinich    | 11 s 63 |

### 200 m
| Rang | Pays                 | Athlète                | Temps   |
| ---- | -------------------- | ---------------------- | ------- |
| 1    | Italie               | Pietro Mennea          | 20 s 60 |
| 2    | Allemagne de l'Ouest | Manfred Ommer          | 20 s 76 |
| 3    | Allemagne de l'Est   | Hans-Jürgen Bombach    | 20 s 83 |
| 4    | France               | Joseph Arame           | 20 s 87 |
| 5    | Allemagne de l'Ouest | Franz-Peter Hofmeister | 20 s 93 |
| 6    | France               | Bruno Cherrier         | 21 s 02 |
| 7    | Royaume-Uni          | Ainsley Bennett        | 21 s 29 |
| 8    | Finlande             | Antti Rajamäki         | DNS     |

| Rang | Pays                 | Athlète              | Temps   |
| ---- | -------------------- | -------------------- | ------- |
| 1    | Pologne              | Irena Szewinska      | 22 s 51 |
| 2    | Allemagne de l'Est   | Renate Stecher       | 22 s 68 |
| 3    | Finlande             | Mona-Lisa Pursiainen | 23 s 17 |
| 4    | Union soviétique     | Ludmila Maslakova    | 23 s 31 |
| 5    | Royaume-Uni          | Helen Golden         | 23 s 38 |
| 6    | Allemagne de l'Ouest | Annegret Kroniger    | 23 s 38 |
| 7    | Allemagne de l'Ouest | Christiane Krause    | 23 s 78 |
| 8    | Allemagne de l'Est   | Petra Kandarr        | 23 s 99 |

### 400 m
| Rang | Pays                 | Athlète             | Temps   |
| ---- | -------------------- | ------------------- | ------- |
| 1    | Allemagne de l'Ouest | Karl Honz           | 45 s 04 |
| 2    | Royaume-Uni          | David Jenkins       | 45 s 67 |
| 3    | Allemagne de l'Ouest | Bernd Herrmann      | 45 s 78 |
| 4    | Finlande             | Markku Kukkoaho     | 45 s 84 |
| 5    | Finlande             | Ossi Karttunen      | 45 s 87 |
| 6    | Suède                | Michael Fredriksson | 46 s 12 |
| 7    | Suède                | Erik Carlgren       | 46 s 15 |
| 8    | France               | Francis Demarthon   | 46 s 90 |

| Rang | Pays                 | Athlète         | Temps   |
| ---- | -------------------- | --------------- | ------- |
| 1    | Finlande             | Riitta Salin    | 50 s 14 |
| 2    | Allemagne de l'Est   | Ellen Streidt   | 50 s 69 |
| 3    | Allemagne de l'Ouest | Rita Wilden     | 50 s 88 |
| 4    | Union soviétique     | Nadezhda Ilyina | 51 s 22 |
| 5    | Allemagne de l'Est   | Angelika Handt  | 51 s 24 |
| 6    | Autriche             | Karoline Käfer  | 51 s 77 |
| 7    | Royaume-Uni          | Verona Bernard  | 52 s 61 |
| 8    | Yougoslavie          | Jelica Pavlicic | 53 s 01 |

### 800 m
| Rang | Pays                 | Athlète             | Performance  |
| ---- | -------------------- | ------------------- | ------------ |
| 1    | Yougoslavie          | Luciano Susanj      | 1 min 44 s 1 |
| 2    | Royaume-Uni          | Steve Ovett         | 1 min 45 s 8 |
| 3    | Finlande             | Markku Taskinen     | 1 min 45 s 9 |
| 4    | Union soviétique     | Vladimir Ponomaryev | 1 min 46 s 0 |
| 5    | Allemagne de l'Est   | Gerhard Stolle      | 1 min 46 s 2 |
| 6    | Italie               | Marcello Fiasconaro | 1 min 46 s 3 |
| 7    | Allemagne de l'Est   | Dieter Fromm        | 1 min 46 s 3 |
| 8    | Allemagne de l'Ouest | Willi Wülbeck       | 1 min 46 s 3 |

| Rang | Pays                 | Athlète                | Performance  |
| ---- | -------------------- | ---------------------- | ------------ |
| 1    | Bulgarie             | Lilyana Tomova         | 1 min 58 s 1 |
| 2    | Allemagne de l'Est   | Gunhild Hoffmeister    | 1 min 58 s 8 |
| 3    | Roumanie             | Mariana Suman          | 1 min 59 s 8 |
| 4    | France               | Marie-Françoise Dubois | 1 min 59 s 9 |
| 5    | Union soviétique     | Valentina Gerassimova  | 2 min 00 s 1 |
| 6    | Union soviétique     | Nina Morgunova         | 2 min 00 s 8 |
| 7    | Pologne              | Elzbieta Katolik       | 2 min 01 s 4 |
| 8    | Allemagne de l'Ouest | Gisela Klein           | 2 min 01 s 5 |

### 1 500 m
| Rang | Pays                 | Athlète             | Performance  |
| ---- | -------------------- | ------------------- | ------------ |
| 1    | RDA                  | Klaus-Peter Justus  | 3 min 40 s 6 |
| 2    | Danemark             | Tom Hansen          | 3 min 40 s 8 |
| 3    | Allemagne de l'Ouest | Thomas Wessinghage  | 3 min 41 s 1 |
| 4    | Pays-Bas             | Haico Scharn        | 3 min 41 s 3 |
| 5    | Union soviétique     | Vladimir Pantyeley  | 3 min 41 s 4 |
| 6    | Finlande             | Pekka Vasala        | 3 min 41 s 5 |
| 7    | Allemagne de l'Ouest | Paul-Heinz Wellmann | 3 min 41 s 6 |
| 8    | Suisse               | Rolf Gysin          | 3 min 41 s 8 |

| Rang | Pays               | Athlète             | Performance  |
| ---- | ------------------ | ------------------- | ------------ |
| 1    | Allemagne de l'Est | Gunhild Hoffmeister | 4 min 02 s 3 |
| 2    | Bulgarie           | Lilyana Tomova      | 4 min 05 s 0 |
| 3    | Norvège            | Grete Andersen      | 4 min 05 s 2 |
| 4    | Union soviétique   | Tatyana Kazankina   | 4 min 05 s 9 |
| 5    | Union soviétique   | Tamara Pangelova    | 4 min 08 s 9 |
| 6    | Allemagne de l'Est | Ulrike Klapezynski  | 4 min 10 s 5 |
| 7    | Espagne            | Carmen Valero       | 4 min 11 s 6 |
| 8    | Royaume-Uni        | Joyce Smith         | 4 min 12 s 3 |

### 5 000 m/3 000 m
| Rang | Pays                 | Athlète                 | Performance   |
| ---- | -------------------- | ----------------------- | ------------- |
| 1    | Royaume-Uni          | Brendan Foster          | 13 min 17 s 2 |
| 2    | Allemagne de l'Est   | Manfred Kuschmann       | 13 min 24 s 0 |
| 3    | Finlande             | Lasse Virén             | 13 min 24 s 6 |
| 4    | Pays-Bas             | Jos Hermens             | 13 min 25 s 6 |
| 5    | Roumanie             | Ilie Floroiu            | 13 min 27 s 2 |
| 6    | Norvège              | Arne Kvalheim           | 13 min 27 s 2 |
| 7    | Tchécoslovaquie      | Stanislav Hoffman       | 13 min 29 s 0 |
| 8    | Allemagne de l'Ouest | Klaus-Peter Hildenbrand | 13 min 32 s 0 |

| Rang | Pays             | Athlète                 | Performance  |
| ---- | ---------------- | ----------------------- | ------------ |
| 1    | Finlande         | Nina Holmen             | 8 min 55 s 2 |
| 2    | Union soviétique | Lyudmila Bragina        | 8 min 56 s 2 |
| 3    | Royaume-Uni      | Joyce Smith             | 8 min 57 s 4 |
| 4    | Roumanie         | Natalia Andrei          | 8 min 59 s 0 |
| 5    | Italie           | Paola Cacchi            | 9 min 01 s 4 |
| 6    | Pologne          | Bronislawa Ludwichowska | 9 min 05 s 2 |
| 7    | Royaume-Uni      | Ann Yeoman              | 9 min 07 s 0 |
| 8    | Union soviétique | Tamara Pangelova        | 9 min 10 s 6 |

### 10 000 m
| Rang | Pays               | Athlète              | Performance   |
| ---- | ------------------ | -------------------- | ------------- |
| 1    | Allemagne de l'Est | Manfred Kuschmann    | 28 min 25 s 8 |
| 2    | Royaume-Uni        | Tony Simmons         | 28 min 25 s 8 |
| 3    | Italie             | Giuseppe Cindolo     | 28 min 27 s 2 |
| 4    | Pologne            | Bronisław Malinowski | 28 min 28 s 0 |
| 5    | Union soviétique   | Nikolay Puklakov     | 28 min 29 s 2 |
| 6    | Norvège            | Knut Börö            | 28 min 29 s 2 |
| 7    | Finlande           | Lasse Virén          | 28 min 29 s 2 |
| 8    | Espagne            | Mariano Haro         | 28 min 36 s 0 |

### Marathon
| Rang | Pays               | Athlète          | Temps         |
| ---- | ------------------ | ---------------- | ------------- |
| 1    | Royaume-Uni        | Ian Thompson     | 2 h 13 min 18 |
| 2    | Allemagne de l'Est | Eckhard Lesse    | 2 h 14 min 57 |
| 3    | Belgique           | Gaston Roelants  | 2 h 16 min 29 |
| 4    | Royaume-Uni        | Bernard Plain    | 2 h 18 min 02 |
| 5    | Belgique           | Jose Reveyn      | 2 h 19 min 36 |
| 6    | Hongrie            | Ferenc Szekeres  | 2 h 20 min 12 |
| 7    | Italie             | Giuseppe Cindolo | 2 h 20 min 28 |
| 8    | Irlande            | Neil Cusack      | 2 h 22 min 05 |

### 110 m haies/100 m haies
| Rang | Pays               | Athlète            | Temps   |
| ---- | ------------------ | ------------------ | ------- |
| 1    | France             | Guy Drut           | 13 s 40 |
| 2    | Pologne            | Miroslaw Wodzynski | 13 s 67 |
| 3    | Pologne            | Leszek Wodzynski   | 13 s 71 |
| 4    | Allemagne de l'Est | Thomas Munkelt     | 13 s 72 |
| 5    | Italie             | Giuseppe Buttari   | 13 s 85 |
| 6    | Allemagne de l'Est | Klaus Fiedler      | 13 s 96 |
| 7    | Royaume-Uni        | Berwyn Price       | 14 s 05 |
| 8    | Allemagne de l'Est | Frank Siebeck      | 14 s 79 |

| Rang | Pays               | Athlète            | Temps   |
| ---- | ------------------ | ------------------ | ------- |
| 1    | Allemagne de l'Est | Annelie Ehrhardt   | 12 s 66 |
| 2    | Allemagne de l'Est | Annerose Fiedler   | 12 s 89 |
| 3    | Pologne            | Teresa Nowak       | 12 s 91 |
| 4    | Roumanie           | Valeria Stefanescu | 13 s 04 |
| 5    | Allemagne de l'Est | Gudrun Berend      | 13 s 14 |
| 6    | Union soviétique   | Tatyana Anissimova | 13 s 16 |
| 7    | Union soviétique   | Natalya Lebedyeva  | 13 s 19 |
| 8    | Pologne            | Grazyna Rabsztyn   | 13 s 53 |

### 400 m haies
| Rang | Pays                 | Athlète            | Temps   |
| ---- | -------------------- | ------------------ | ------- |
| 1    | Royaume-Uni          | Alan Pascoe        | 48 s 82 |
| 2    | France               | Jean-Claude Nallet | 48 s 94 |
| 3    | Union soviétique     | Yauhen Hauvrylenka | 49 s 32 |
| 4    | Grèce                | Stavros Tziortzis  | 49 s 71 |
| 5    | Union soviétique     | Dmitriy Stukalov   | 49 s 88 |
| 6    | Union soviétique     | Viktor Savchenko   | 50 s 01 |
| 7    | Pologne              | Jerzy Hewelt       | 50 s 26 |
| 8    | Allemagne de l'Ouest | Rolf Ziegler       | 50 s 49 |

### 3 000 m steeple
| Rang | Pays                 | Athlète              | Temps        |
| ---- | -------------------- | -------------------- | ------------ |
| 1    | Pologne              | Bronisław Malinowski | 8 min 15 s 0 |
| 2    | Suède                | Anders Gärderud      | 8 min 15 s 4 |
| 3    | Allemagne de l'Ouest | Michael Karst        | 8 min 18 s 0 |
| 4    | Italie               | Franco Fava          | 8 min 19 s 0 |
| 5    | Suisse               | Hanspeter Wehrli     | 8 min 26 s 2 |
| 6    | Roumanie             | Gheorghe Cefan       | 8 min 26 s 2 |
| 7    | Allemagne de l'Ouest | Gerd Främcke         | 8 min 26 s 6 |
| 8    | France               | Gérard Buchheit      | 8 min 30 s 2 |

### 20 km marche
| Rang | Pays                 | Athlète              | Performance       |
| ---- | -------------------- | -------------------- | ----------------- |
| 1    | Union soviétique     | Volodymyr Holubnychy | 1 h 29 min 30 s 0 |
| 2    | Allemagne de l'Ouest | Bernhard Kannenberg  | 1 h 29 min 38 s 2 |
| 3    | Royaume-Uni          | Roger Mills          | 1 h 32 min 33 s 8 |
| 4    | Italie               | Armando Zambaldo     | 1 h 33 min 04 s 8 |
| 5    | Pologne              | Jan Ornoch           | 1 h 33 min 19 s 6 |
| 6    | Royaume-Uni          | Amos Seddon          | 1 h 34 min 17 s 6 |

### 50 km marche
| Rang | Pays               | Athlète             | Performance       |
| ---- | ------------------ | ------------------- | ----------------- |
| 1    | Allemagne de l'Est | Christoph Höhne     | 3 h 59 min 05 s 6 |
| 2    | Union soviétique   | Otto Barch          | 4 h 02 min 38 s 8 |
| 3    | Allemagne de l'Est | Peter Selzer        | 4 h 04 min 28 s 4 |
| 4    | Italie             | Vittorio Visini     | 4 h 05 min 43 s 6 |
| 5    | Union soviétique   | Venyamin Soldatenko | 4 h 09 min 31 s 6 |
| 6    | Allemagne de l'Est | Winfried Skotnicki  | 4 h 10 min 19 s 0 |

### 4 × 100 m relais
| Rang | Pays               | Athlètes                                                           | Temps   |
| ---- | ------------------ | ------------------------------------------------------------------ | ------- |
| 1    | France             | Lucien Sainte-Rose Joseph Arame Bruno Cherrier Dominique Chauvelot | 38 s 69 |
| 2    | Italie             | Vincenzo Guerini Norberto Oliosi Luigi Benedetti Pietro Mennea     | 38 s 88 |
| 3    | Allemagne de l'Est | Manfred Kokot Michael Droese Hans-Jürgen Bombach Siegfried Schenke | 38 s 99 |
| 4    | Union soviétique   | -                                                                  | 39 s 03 |
| 5    | Pologne            | -                                                                  | 39 s 35 |
| 6    | Espagne            | -                                                                  | 39 s 87 |
| 7    | Bulgarie           | -                                                                  | 39 s 91 |
| 8    | Tchécoslovaquie    | -                                                                  | 39 s 92 |

| Rang | Pays                 | Athlète                                                             | Temps   |
| ---- | -------------------- | ------------------------------------------------------------------- | ------- |
| 1    | Allemagne de l'Est   | Doris Maletzki Renate Stecher Christina Heinich Bärbel Eckert       | 42 s 51 |
| 2    | Allemagne de l'Ouest | Elfgard Schittenhelm Annegret Kroniger Annegret Richter Inge Helten | 42 s 75 |
| 3    | Pologne              | Ewa Dlugolecka Danuta Jedrejek Barbara Bakulin Irena Szewińska      | 43 s 48 |
| 4    | Royaume-Uni          | -                                                                   | 43 s 94 |
| 5    | France               | Catherine Delachanal Nadine Goletto Nicole Pani Sylviane Telliez    | 44 s 18 |
| 6    | Hongrie              | -                                                                   | 44 s 51 |
| 7    | Italie               | -                                                                   | 44 s 56 |

### 4 × 400 m relais
| Rang | Pays                 | Athlètes                                                                 | Performance  |
| ---- | -------------------- | ------------------------------------------------------------------------ | ------------ |
| 1    | Royaume-Uni          | Glen Cohen Bill Hartley Alan Pascoe David Jenkins                        | 3 min 03 s 3 |
| 2    | Allemagne de l'Ouest | Hermann Köhler Horst-Rüdiger Schlöske Karl Honz Rolf Ziegler             | 3 min 03 s 5 |
| 3    | Finlande             | Stig Lönnqvist Ossi Karttunen Markku Taskinen Markku Kukkoaho            | 3 min 03 s 6 |
| 4    | France               | Jean-Claude Nallet Daniel Vélasques Jacques Carette Francis Demarthon    | 3 min 04 s 6 |
| 5    | Allemagne de l'Est   | Reinhard Kokot Benno Stops Jurgen Utikal Andreas Scheibe                 | 3 min 05 s 0 |
| 6    | Pays-Bas             | Raymond Heerenveen Rein van de Heuvel Frank Nusse Toine van den Goolberg | 3 min 06 s 3 |
| 7    | Suède                | Per-Olof Sjöberg Dimitrie Grama Erik Carlgren Mikael Fredriksson         | 3 min 12 s 6 |
|      | Union soviétique     | Valeri Jurtsenko Vladimir Nosenko Jevgeni Gavrilenko Semjon Kotser       | DNF          |

| Rang | Pays                 | Athlète                                                         | Performance  |
| ---- | -------------------- | --------------------------------------------------------------- | ------------ |
| 1    | Allemagne de l'Est   | Brigitte Rohde Waltraud Dietsch Angelika Handt Ellen Streidt    | 3 min 25 s 2 |
| 2    | Finlande             | Marika Eklund Mona-Liisa Pursiainen Pirjo Wilmi Riitta Salin    | 3 min 25 s 7 |
| 3    | Union soviétique     | Inta Klimovica Ingrida Barkane Nadezhda Ilyina Natalia Sokolova | 3 min 26 s 1 |
| 4    | Pologne              | -                                                               | 3 min 26 s 4 |
| 5    | Allemagne de l'Ouest | -                                                               | 3 min 27 s 9 |
| 6    | Royaume-Uni          | -                                                               | 3 min 29 s 6 |
| 7    | Roumanie             | -                                                               | 3 min 30 s 8 |
| 8    | Tchécoslovaquie      | -                                                               | 3 min 36 s 3 |

### Saut en hauteur
| Rang | Pays             | Athlète          | Temps  |
| ---- | ---------------- | ---------------- | ------ |
| 1    | Danemark         | Jesper Törring   | 2,25 m |
| 2    | Union soviétique | Kestutis Sapka   | 2,25 m |
| 3    | Tchécoslovaquie  | Vladimir Maly    | 2,19 m |
| 4    | Hongrie          | István Major     | 2,19 m |
| 5    | Pologne          | Jacek Wszola     | 2,19 m |
| 6    | Norvège          | Leif Roar Falkum | 2,16 m |
| 7    | Italie           | Rodolfo Bergamo  | 2,16 m |
| 8    | Belgique         | Bruno Brokken    | 2,13 m |

| Rang | Pays                 | Athlète             | Temps  |
| ---- | -------------------- | ------------------- | ------ |
| 1    | Allemagne de l'Est   | Rosemarie Witschas  | 1,95 m |
| 2    | Tchécoslovaquie      | Milada Karbanova    | 1,91 m |
| 3    | Italie               | Sara Simeoni        | 1,89 m |
| 4    | Allemagne de l'Est   | Rita Kirst          | 1,89 m |
| 5    | Tchécoslovaquie      | Miroslava Hübnerová | 1,86 m |
| 6    | Union soviétique     | Galina Filatova     | 1,86 m |
| 7    | Allemagne de l'Ouest | Ulrike Meyfarth     | 1,83 m |
| 8    | Tchécoslovaquie      | Maria Mracnova      | 1,83 m |

### Saut en longueur
| Rang | Pays                 | Athlète            | Longueur |
| ---- | -------------------- | ------------------ | -------- |
| 1    | Union soviétique     | Valeriy Podluzhniy | 8,12 m   |
| 2    | Yougoslavie          | Nenad Stekić       | 8,05 m   |
| 3    | Union soviétique     | Yevgeniy Shubin    | 7,98 m   |
| 4    | Allemagne de l'Ouest | Hans Baumgartner   | 7,93 m   |
| 5    | Suisse               | Rolf Bernhard      | 7,91 m   |
| 6    | Allemagne de l'Est   | Wolfram Lauterbach | 7,87 m   |
| 7    | Allemagne de l'Est   | Max Klauss         | 7,73 m   |
| 8    | Union soviétique     | Tõnu Lepik         | 7,73 m   |

| Rang | Pays               | Athlète           | Longueur |
| ---- | ------------------ | ----------------- | -------- |
| 1    | Hongrie            | Ilona Bruzsenyák  | 6,65 m   |
| 2    | Tchécoslovaquie    | Eva Suranova      | 6,60 m   |
| 3    | Finlande           | Pirkko Helenius   | 6,59 m   |
| 4    | Allemagne de l'Est | Angela Schmalfeld | 6,56 m   |
| 5    | Allemagne de l'Est | Marianne Voelzke  | 6,56 m   |
| 6    | Union soviétique   | Lidiya Alfeyeva   | 6,54 m   |
| 7    | Union soviétique   | Tatyana Timochova | 6,50 m   |
| 8    | Suisse             | Meta Antenen      | 6,33 m   |

### Saut à la perche
| Rang | Pays             | Athlète               | Hauteur |
| ---- | ---------------- | --------------------- | ------- |
| 1    | Union soviétique | Vladimir Kishkun      | 5,35 m  |
| 2    | Pologne          | Wladyslaw Kozakiewicz | 5,35 m  |
| 3    | Union soviétique | Yuriy Isakov          | 5,30 m  |
| 4    | Pologne          | Wojciech Buciarski    | 5,30 m  |
| 4    | Finlande         | Antti Kalliomäki      | 5,30 m  |
| 6    | Suède            | Kjell Isaksson        | 5,30 m  |
| 7    | Pologne          | Tadeusz Slusarski     | 5,20 m  |
| 7    | Union soviétique | Janis Lauris          | 5,20 m  |

### Triple saut
| Rang | Pays               | Athlète             | Longueur |
| ---- | ------------------ | ------------------- | -------- |
| 1    | Union soviétique   | Viktor Saneïev      | 17,23 m  |
| 2    | Roumanie           | Carol Corbu         | 16,68 m  |
| 3    | Pologne            | Andrzej Sontag      | 16,61 m  |
| 4    | Allemagne de l'Est | Jörg Drehmel        | 16,54 m  |
| 5    | Pologne            | Michal Joachimowski | 16,53 m  |
| 6    | Allemagne de l'Est | Lothar Gora         | 16,42 m  |
| 7    | Tchécoslovaquie    | Jiri Vycichlo       | 16,37 m  |
| 8    | Union soviétique   | Nikolay Sinitykin   | 16,17 m  |

### Lancer du disque
| Rang | Pays               | Athlète               | Longueur |
| ---- | ------------------ | --------------------- | -------- |
| 1    | Finlande           | Pentti Kahma          | 63,62 m  |
| 2    | Tchécoslovaquie    | Ludvik Danek          | 62,76 m  |
| 3    | Suède              | Rickard Bruch         | 62,00 m  |
| 4    | Allemagne de l'Est | Siegfried Pachale     | 61,20 m  |
| 5    | Bulgarie           | Velko Velev           | 61,00 m  |
| 6    | Union soviétique   | Viktor Penzikov       | 60,86 m  |
| 7    | Italie             | Armando De Vincentiis | 59,68 m  |
| 8    | Allemagne de l'Est | Wolfgang Schmidt      | 59,56 m  |

| Rang | Pays                 | Athlète           | Longueur |
| ---- | -------------------- | ----------------- | -------- |
| 1    | Union soviétique     | Faina Melnyk      | 69,00 m  |
| 2    | Roumanie             | Argentina Menis   | 64,62 m  |
| 3    | Allemagne de l'Est   | Gabriele Hinzmann | 62,50 m  |
| 4    | Bulgarie             | Maria Vergova     | 61,92 m  |
| 5    | Allemagne de l'Est   | Karin Höldke      | 58,92 m  |
| 6    | Roumanie             | Olimpia Catarama  | 58,30 m  |
| 7    | Allemagne de l'Ouest | Liesel Westermann | 57,40 m  |
| 8    | Bulgarie             | Vasilka Stoeva    | 57,12 m  |

### Lancer du poids
| Rang | Pays                 | Athlète               | Longueur |
| ---- | -------------------- | --------------------- | -------- |
| 1    | Allemagne de l'Est   | Hartmut Briesenick    | 20,50 m  |
| 2    | Allemagne de l'Ouest | Ralf Reichenbach      | 20,38 m  |
| 3    | Royaume-Uni          | Geoffrey Capes        | 20,21 m  |
| 4    | Union soviétique     | Aleksandr Baryshnikov | 20,13 m  |
| 5    | Union soviétique     | Valeriy Voikin        | 20,07 m  |
| 6    | Pologne              | Wladyslaw Komar       | 19,82 m  |
| 7    | Tchécoslovaquie      | Jaroslav Brabec       | 19,73 m  |
| 8    | Allemagne de l'Est   | Udo Beyer             | 19,63 m  |

| Rang | Pays               | Athlète            | Longueur |
| ---- | ------------------ | ------------------ | -------- |
| 1    | Union soviétique   | Nadezhda Chizhova  | 20,78 m  |
| 2    | Allemagne de l'Est | Marianne Adam      | 20,43 m  |
| 3    | Tchécoslovaquie    | Helena Fibingerová | 20,33 m  |
| 4    | Bulgarie           | Ivanka Hristova    | 19,17 m  |
| 5    | Pologne            | Ludvika Chewinska  | 18,98 m  |
| 6    | Allemagne de l'Est | Marita Lange       | 18,60 m  |
| 7    | Bulgarie           | Elena Stoyanova    | 18,48 m  |
| 8    | Union soviétique   | Esfir Krachevskaya | 18,27 m  |

### Lancer du javelot
| Rang | Pays                 | Athlète            | Longueur |
| ---- | -------------------- | ------------------ | -------- |
| 1    | Finlande             | Hannu Siitonen     | 89,58 m  |
| 2    | Allemagne de l'Est   | Wolfgang Hanisch   | 85,46 m  |
| 3    | Norvège              | Terje Thorslund    | 83,68 m  |
| 4    | Union soviétique     | Nikolay Grebnyev   | 83,66 m  |
| 5    | Allemagne de l'Ouest | Klaus Wolfermann   | 83,36 m  |
| 6    | Union soviétique     | Janis Lusis        | 83,06 m  |
| 7    | Hongrie              | Miklos Nemeth      | 81,06 m  |
| 8    | Suède                | Lauri Koski-Vähälä | 79,92 m  |

| Rang | Pays                 | Athlète           | Longueur |
| ---- | -------------------- | ----------------- | -------- |
| 1    | Allemagne de l'Est   | Ruth Fuchs        | 67,22 m  |
| 2    | Allemagne de l'Est   | Jacqueline Todten | 62,10 m  |
| 3    | Yougoslavie          | Natasa Urbancic   | 61,66 m  |
| 4    | Bulgarie             | Lutwian Mollowa   | 60,80 m  |
| 5    | Allemagne de l'Est   | Sabine Kärgel     | 57,10 m  |
| 6    | Pologne              | Felicia Kinder    | 57,02 m  |
| 7    | Union soviétique     | Tatyana Shigalova | 56,64 m  |
| 8    | Allemagne de l'Ouest | Ameli Koloska     | 56,36 m  |

### Lancer du marteau
| Rang | Pays                 | Athlète             | Longueur |
| ---- | -------------------- | ------------------- | -------- |
| 1    | Union soviétique     | Aleksey Spiridonov  | 74,20 m  |
| 2    | Allemagne de l'Est   | Jochen Sachse       | 74,00 m  |
| 3    | Allemagne de l'Est   | Reinhard Theimer    | 71,62 m  |
| 4    | Union soviétique     | Valentin Dmitryenko | 71,18 m  |
| 5    | Allemagne de l'Ouest | Uwe Beyer           | 71,04 m  |
| 6    | Allemagne de l'Ouest | Manfred Hüning      | 70,58 m  |
| 7    | Finlande             | Heikki Kangas       | 70,04 m  |
| 8    | Hongrie              | Istvan Encsi        | 68,50 m  |

### Décathlon/Pentathlon
| Rang | Pays                 | Athlète             | Points   |
| ---- | -------------------- | ------------------- | -------- |
| 1    | Pologne              | Ryszard Skowronek   | 8207 pts |
| 2    | France               | Yves Le Roy         | 8146 pts |
| 3    | Allemagne de l'Ouest | Guido Kratschmer    | 8132 pts |
| 4    | Union soviétique     | Leonid Lytvynenko   | 8122 pts |
| 5    | Pologne              | Ryszard Katus       | 7920 pts |
| 6    | Suisse               | Philipp Andres      | 7863 pts |
| 7    | Autriche             | Josef Zeilbauer     | 7792 pts |
| 8    | Union soviétique     | Aleksandr Blinyayev | 7742 pts |

| Rang | Pays                 | Athlète              | Points   |
| ---- | -------------------- | -------------------- | -------- |
| 1    | Union soviétique     | Nadiya Tkachenko     | 4776 pts |
| 2    | Allemagne de l'Est   | Burglinde Pollak     | 4676 pts |
| 3    | Union soviétique     | Zoya Spasovkhodskaya | 4550 pts |
| 4    | Union soviétique     | Ludmila Popovskaya   | 4548 pts |
| 5    | Allemagne de l'Est   | Siegrun Thon         | 4548 pts |
| 6    | Hongrie              | Ilona Bruzsenyák     | 4399 pts |
| 7    | Allemagne de l'Est   | Margrit Olfert       | 4391 pts |
| 8    | Allemagne de l'Ouest | Christel Voss        | 4384 pts |